# Макаровка (Нижньоломовський район)
Мака́ровка (рос. Макаровка) — присілок у складі Нижньоломовського району Пензенської області, Росія.
Населення — 1 особа (2010; 5 у 2002).
Національний склад станом на 2002 рік:
- росіяни — 100 %